# Exochus tardigradus
Exochus tardigradus är en stekelart som beskrevs av Johann Ludwig Christian Gravenhorst 1829. Exochus tardigradus ingår i släktet Exochus och familjen brokparasitsteklar. Arten är reproducerande i Sverige. Inga underarter finns listade i Catalogue of Life.